# Trzy Marie u grobu
Trzy Marie u grobu (niderl. De drie Maria’s aan het graf) – olejny obraz niderlandzkiego malarza Jana van Eycka, datowany na lata 1420–1436.

## Opis
Obraz jest ilustracją wydarzenia mającego miejsce w Niedzielę Zmartwychwstania i opisanego w Nowym Testamencie. Trzy Marie u grobu są wspomniane w dwóch Ewangeliach synoptycznych: Mateusza i Marka. Natomiast w Ewangelii Łukasza są to trzy kobiety: Maria Magdalena, Maria, matka Jakuba i Joanna.

Po upływie szabatu Maria Magdalena, Maria, matka Jakuba, i Maria Salome nakupiły wonności, żeby pójść namaścić Jezusa. Wczesnym rankiem w pierwszy dzień tygodnia przyszły do grobu, gdy słońce weszło. (...) Weszły więc do grobu i ujrzały młodzieńca siedzącego po prawej stronie, ubranego w białą szatę; i bardzo się przestraszyły. Lecz on rzekł do nich: Nie bójcie się! Szukacie Jezusa z Nazaretu, ukrzyżowanego; powstał, nie ma Go tu. (Mk 16,1–16,6)

Epizod ten był często przedstawiany przez malarzy różnych epok, choć jego znaczenie ikonograficzne było mniejsze niż motywu Noli me tangere. Artystami podejmującymi ten temat byli m.in. Annibale Carracci, Duccio di Buoninsegna, Fra Angelico, Simon Vouet.
Van Eyck przedstawił tradycyjne ujęcie motywu, z trzema kobietami, aniołem i śpiącymi strażnikami. Pierwotnie na obrazie znajdowała się również postać Chrystusa, o czym świadczą promienie padające pod kątem 45°, w prawym dolnym rogu obrazu. Źródłem światła musiała być zmartwychwstała postać Jezusa. Interpretacje mówiące o drugiej tablicy potwierdza niezgrabna kompozycja obrazu i zupełny brak symetrii.
Większość historyków sztuki autorstwo obrazu przypisuje Hubertowi, a Janowi jedynie udział w wykończeniu dzieła. Elementy kompozycyjne, budowa planu obrazu odbiegają od tradycyjnych prac artysty, zwłaszcza przestrzeń, która nie otacza postaci i pejzaż, który nie posiada rzeczywistego planu środkowego. Za rozgrywającą się sceną widoczne jest miasto Jeruzalem. Szaty kobiet i ich sposób namalowania oraz pozy śpiących żołnierzy wskazują na sztukę franko-flamandzką. Anioł znajdujący się w centralnej części obrazu przypomina tego z dzieła Roberta Campina pt. Tryptyk de Mérode.